# Life in Technicolor II
Life in Technicolor II – piosenka brytyjskiej grupy muzycznej Coldplay, promująca nowy mini-album Prospekt’s March. Jest ona wersją z tekstem piosenki „Life in Technicolor”, która znalazła się na albumie Viva la Vida or Death and All His Friends wydanym w czerwcu 2008 roku. Instrumentalne intro utworu jest nawiązaniem do jednego z hitów grupy Depeche Mode – „Strangelove”.

## Lista utworów

### 7" płyta winylowa
A. „Life in Technicolor II”
B. „The Goldrush”

### Dostępne w Internecie
1. „Life in Technicolor II”
2. „The Goldrush”
3. „Life in Technicolor II” (live @ The O2, London)

### CD
1. „Life in Technicolor II” (radio edit) – 3:37
2. „Life in Technicolor II” (EP version) – 4:05